# Cloruro di lantanio(III)
Il cloruro di lantanio(III) o  tricloruro di lantanio (meno formalmente viene anche chiamato cloruro di lantanio) è un composto inorganico binario del lantanio trivalente con il cloro, avente formula LaCl3. È il sale comune del lantanio con l'acido cloridrico, che viene utilizzato principalmente nella ricerca. È ottenibile in forma di cristalli incolori o polvere bianca; è igroscopico, solubilissimo in acqua e solubile anche in alcoli.

## Preparazione e reazioni
Si forma per unione degli elementi, ma un metodo più comunemente usato prevede il riscaldamento di una miscela di ossido di lantanio(III) e cloruro di ammonio a 200–250 °C (metodo del cloruro d'ammonio):
{\displaystyle {\ce {La2O3 \ + \ 6NH4Cl -> 2LaCl3 \ + \ 6NH3 \ + \ 2H2O}}}
Dal tricloruro si possono produrre gli altri trialogenuri per scambio. La riduzione con potassio dà lantanio metallico.

## Usi
Un'applicazione del cloruro di lantanio è la rimozione del fosfato dalle soluzioni tramite precipitazione, ad esempio nelle piscine per prevenire la crescita di alghe e altri trattamenti delle acque reflue. Si è anche dimostrato il suo uso come coadiuvante di filtraggio e come efficace flocculante. Il cloruro di lantanio viene anche utilizzato nella ricerca biochimica per bloccare l'attività dei canali dei cationi bivalenti, principalmente i canali del calcio. Drogato con cerio, è usato come materiale scintillatore.
Nella sintesi organica, il tricloruro di lantanio funziona come un leggero acido di Lewis per convertire le aldeidi in acetali.
Il composto è stato identificato come un catalizzatore per la clorurazione ossidativa ad alta pressione del metano in clorometano con acido cloridrico e ossigeno.

## Struttura cristallina
Il cloruro di lantanio ha una struttura cristallina esagonale con costanti di reticolo a = 0,74779 nm, c = 0,43745 nm, con due unità formula nella cella elementare. Il suo simbolo di Pearson è hP8 e il suo gruppo spaziale è P63/m (gruppo n° 176). L'eptaidrato (LaCl3·7 H2O) cristallizza invece nel sistema monoclino con parametri a = 1237 pm , b = 1068 pm , c = 923 pm, con un angolo di 114,3°.